# Bombardement de Pyongyang
Guerre de Corée
Batailles
Offensive nord-coréenne :

(juin 1950 - septembre 1950)
- Pokpung
- Chuncheon
- Séoul (1re)
- Busan (navale)
- Chumunjin
- Osan
- Pyeongtaek
- Cheonan
- Chochiwon
- Daejeon
- Sangju
- Yongdong
- Hwanggan
- Notch
- Périmètre de Busan

Contre-offensive de l'ONU :

(septembre 1950 - octobre 1950)
- Incheon
- Bombardement de Pyongyang
- Pyongyang

Intervention chinoise :

(octobre 1950 - avril 1951)
- Onjong
- Unsan
- Chongchon (Wawon)
- Réservoir de Chosin
- Évacuation de Hŭngnam
- Séoul (3e)
- Twin-Tunnels
- Jipyeong-ri
- Imjin
- Kapyong

Impasse :

(août 1951 - juillet 1953)
- Crèvecœur
- Fleuve Han
- Opération Commando
- Maryang San
- Suncheon
- Barrage de Sui-Ho
- Triangle Hill
- le Crochet
- Fleuve Samichon
- Armistice de Panmunjeom

Post armistice :
- Raid sur la Maison Bleue
- Attaque de l'EC-121
- Incident du peuplier
- Infiltration de Gangneung
- Guerre du crabe

Le bombardement de Pyongyang est un événement militaire qui s'inscrit dans le contexte plus large de la campagne de bombardement de la Corée du Nord par l'aviation américaine, pendant une grande partie de la guerre de Corée.

## Contexte
Lors d'une réunion en octobre 1949 à Séoul, le chef de la Mission militaire américaine en Corée, le Général W.L. Roberts, déclara : « Il y a eu de nombreuses attaques sur le territoire au Nord du 38e  parallèle sur mes ordres et il y en aura bien d'autres dans les jours à venir... Désormais, l'invasion du territoire au Nord du 38e  parallèle par les forces terrestres sera conduite uniquement sur les ordres de la Mission militaire américaine ».
Néanmoins, selon l'Organisation des nations unies, la guerre de Corée débuta officiellement le 25 juin 1950 lorsque les forces armées de la Corée du Nord franchirent le 38e parallèle, qui divisait alors le pays en deux, et envahirent la Corée du Sud. Le président américain Harry S. Truman décida de saisir l’opportunité d'endiguer "l'expansion communiste" en Asie orientale. Ainsi, le 27 juin 1950, les troupes onusiennes, menées principalement par les forces américaines, entrèrent en guerre pour soutenir le gouvernement américaniste de Corée du Sud.
Entre juillet 1950 et la fin de l'année 1952, selon l'historien américain Bruce Cumings, des bombardements systématiques et d'une envergure encore inégalée à l'époque furent conduits par l'aviation américaine sur la majeure partie des villes Nord coréennes en vue de la destruction de ces villes et de leurs populations, civiles comme militaires. Le napalm fut utilisé sur une plus grande échelle que pendant la guerre du Viêt Nam et ses dégâts furent aussi plus importants, en raison de la plus grande concentration de la population en Corée du Nord.

## Bombardement de la capitale
Les rares sources historiques accessibles au public rapportent qu'entre 1950 et 1952 la capitale de la Corée du Nord, Pyongyang, fut intégralement rasée sous plus de 400 000 bombes américaines, ce qui représente à l'époque une bombe par habitant. Seuls deux bâtiments encore visibles résistèrent à l'attaque américaine.
À la mi-décembre 1950, les forces aériennes américaines déversèrent sur Pyongyang des bombes de 500 livres, du napalm et 175 tonnes de bombes de démolition à retardement.
Le 3 janvier 1951 à 10h30 heure locale, une escadre de 82 appareils en vol chargé de bombes incendiaires est responsable d'une grande partie de la destruction de la capitale bien que, selon un câble officiel déconfidentialisé adressé par le ministère des Affaires étrangères de la République populaire de Corée au conseil de sécurité de l'ONU, les décideurs américains aient eu conscience que la capitale n'abritait plus d'objectifs militaires. Ce câble demandait également l'expresse assistance des Nations unies pour « retenir l'agresseur américain » contre des pertes civiles coréennes,.

## Témoignages
Le général d'aviation américain Curtis LeMay déclara, après le début de la guerre : « Nous avons en quelque sorte glissé un mot sous la porte du Pentagone disant : “Laissez-nous aller là-bas (...) incendier cinq des plus grandes villes de Corée du Nord – elles ne sont pas très grandes – ça devrait régler les choses.” Eh bien, on nous a répondu par des cris – “Vous allez tuer de nombreux civils”, et “c'est trop horrible”. Pourtant, en trois ans (...), nous avons incendié toutes (sic) les villes en Corée du Nord de même qu'en Corée du Sud (...). Sur trois ans, on arrive à le faire passer, mais tuer d'un coup quelques personnes pour régler le problème, beaucoup ne peuvent pas l'encaisser ».
Le général américain William Dean, qui fut capturé par les forces communistes après la bataille de Daejeon, en juillet 1950, déclara qu'il ne restait de la plupart des villes et des villages qu'il vit que « des gravats ou des ruines couverts de neige ».
Le journaliste Blaine Harden écrivit que ce bombardement fut « peut-être la partie la plus oubliée d’une guerre oubliée (...) un grand crime de guerre. Pourtant, cela montre que la haine de l’Amérique éprouvée par la Corée du Nord n’est pas toute fabriquée. Elle est enracinée dans un récit basé sur des faits, dont la Corée du Nord se souvient obsessionnellement et que les États-Unis oublient avec orgueil ».